# Huai He
De Huai He (Chinees: 淮河; Hanyu pinyin: Huái Hé) is een 1078 kilometer lange rivier, die door de Chinese provincies Henan, Anhui en Jiangsu stroomt. De rivier ontspringt in Henan en mondt uit in de Yangtze. Grote steden langs de rivier zijn Huainan en Bengbu.
De loop van de rivier is in de eeuwen veranderd. Eerst mondde de rivier na het passeren van de Hongzemeer uit in de Gele Zee. De noordelijk gelegen Gele Rivier voert veel slib mee en is ook vaak van loop veranderd. In 1194 verplaatste de monding van de Gele Rivier zo’n 300 kilometer naar het zuiden. Hiermee kwam het in de loop van de Huai. Pas in de 19e eeuw verschoof de monding van de Gele Rivier weer terug naar het noorden. De monding van de Huai raakte verstopt en het water vond een nieuwe zuidelijke uitweg naar de Yangtze.
De rivier en het gebergte Qinling Shan vormen de klimaatscheiding tussen het noorden en zuiden van China. Ten noorden heerst een heet en droog klimaat en ten zuiden van de Qinling Shan heersen warme en vochtige klimaten. Het is een transitiezone met afwisselend natte en droge perioden.
Per jaar valt er gemiddeld 885 mm neerslag, waarvan meer dan de helft in de drie zomermaanden van juni tot en met augustus. Door deze korte periode van hoge neerslag is het aantal overstromingen toegenomen na de jaren vijftig. In 1954, 1992, 2003 en 2007 waren er extreme overstromingen met veel schade tot gevolg.
Het stroomgebied van de Huai is met 614 inwoners per vierkante kilometer zeer dichtbevolkt. Het is verder een belangrijk landbouwgebied en vertegenwoordigt ongeveer 20% van de Chinese landbouwproductie terwijl het areaal maar 10% is van het nationale totaal. Door de hoge bevolkingsdruk, de toename van de economische activiteiten en de intensieve landbouw is er veel vraag naar water. Dit vereist een intensieve waterbeheersing en in 2000 waren er ruim 5000 waterwerken met een opslagcapaciteit van 50% van het jaarlijkse debiet. De dammen houden het water vast in de natte periode om overstromingen te voorkomen en te gebruiken voor irrigatie in de droge maanden.
De rivier is zwaar vervuild. In 1994 werd een programma gestart om het water voor het jaar 2000 schoon te krijgen. Sterk vervuilende fabrieken werden gesloten en steden werden aangesloten op rioolwaterzuiveringsinstallaties, maar het doel van een schone rivier werd niet bereikt.
- Bibliotheek van het Japanse parlement: 00648279
- Virtual International Authority File: 252984902